# Lanvin
A Lanvin egy 19. században alapított francia divatház, mely az alapítójáról nyerte nevét.

## Története
Egyszerű kalaposüzletként indult Párizsban 1889-ben Jeanne-Marie Lanvin vezetésével, eleinte kislányruhákkal, később felnőtt női ruházattal, a húszas évektől férfiruházattal, szőrmékkel, sőt lakberendezéssel is foglalkoztak. Újabb sikeres üzletággá 1924-től a parfümgyártás vált. Az alapító halála (1946) után örököse nem volt aktív üzletvezető, ezzel együtt a cég családi tulajdona 1989-ig fennmaradt.

## Gazdaság
A cég 1989-ben az angol Midland Bank, majd a Louis Vuitton cégcsoport tulajdonába került, ezt a L’Oréal követte, 2001-től a tajvani üzletasszony Shaw-Lan Wang befektetési társasága szerezte meg. Ő 2006-ban a parfümök licencét értékesítette 16 millió euróért,  egy évvel később magát a parfümgyártást adta el 22 millió euróért. 2007-ben hosszú idő után először (100 millió eurós forgalom mellett) nem volt veszteséges.